# Echteld

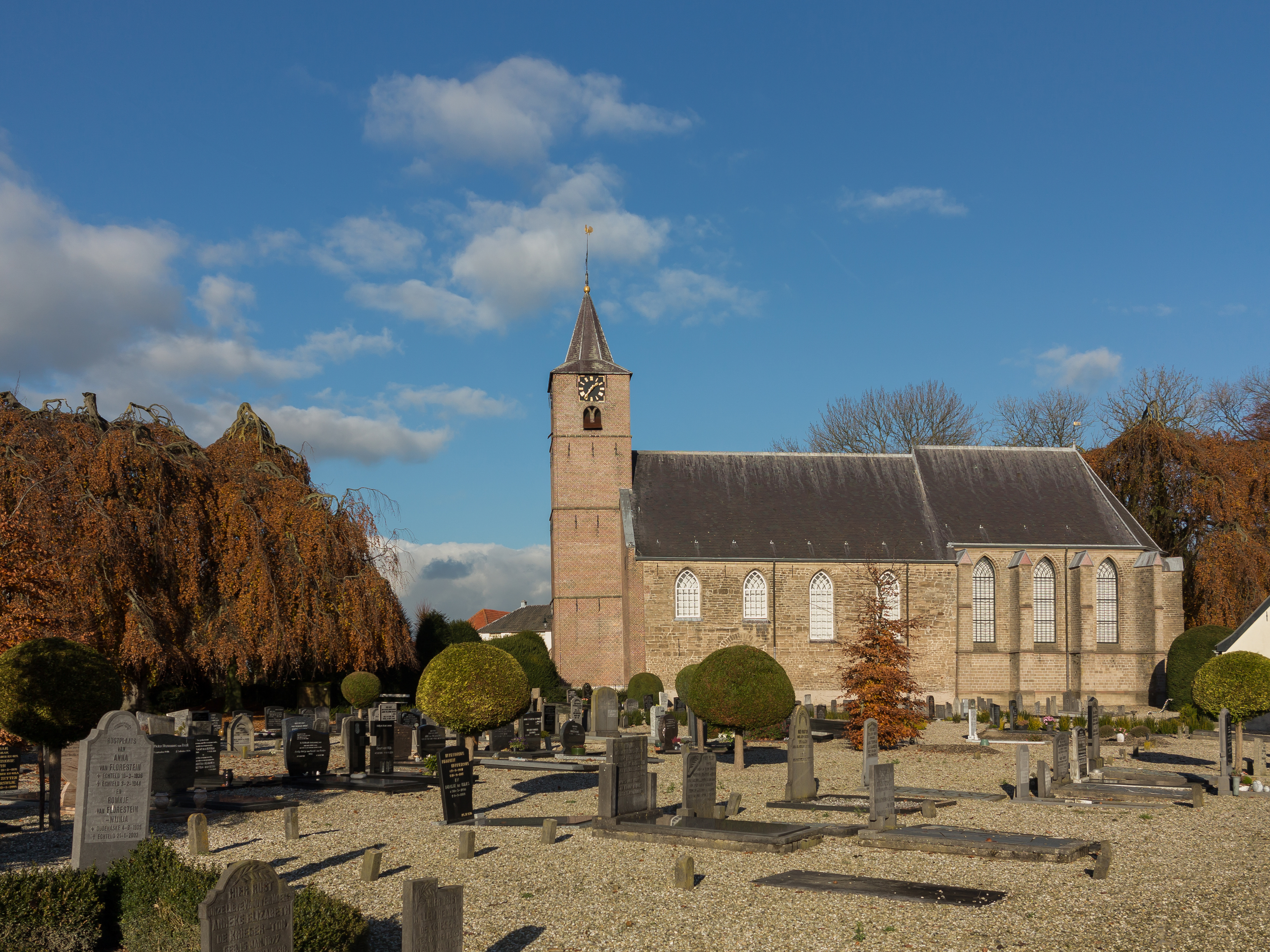
Église protestante, de Hervormde Kerk

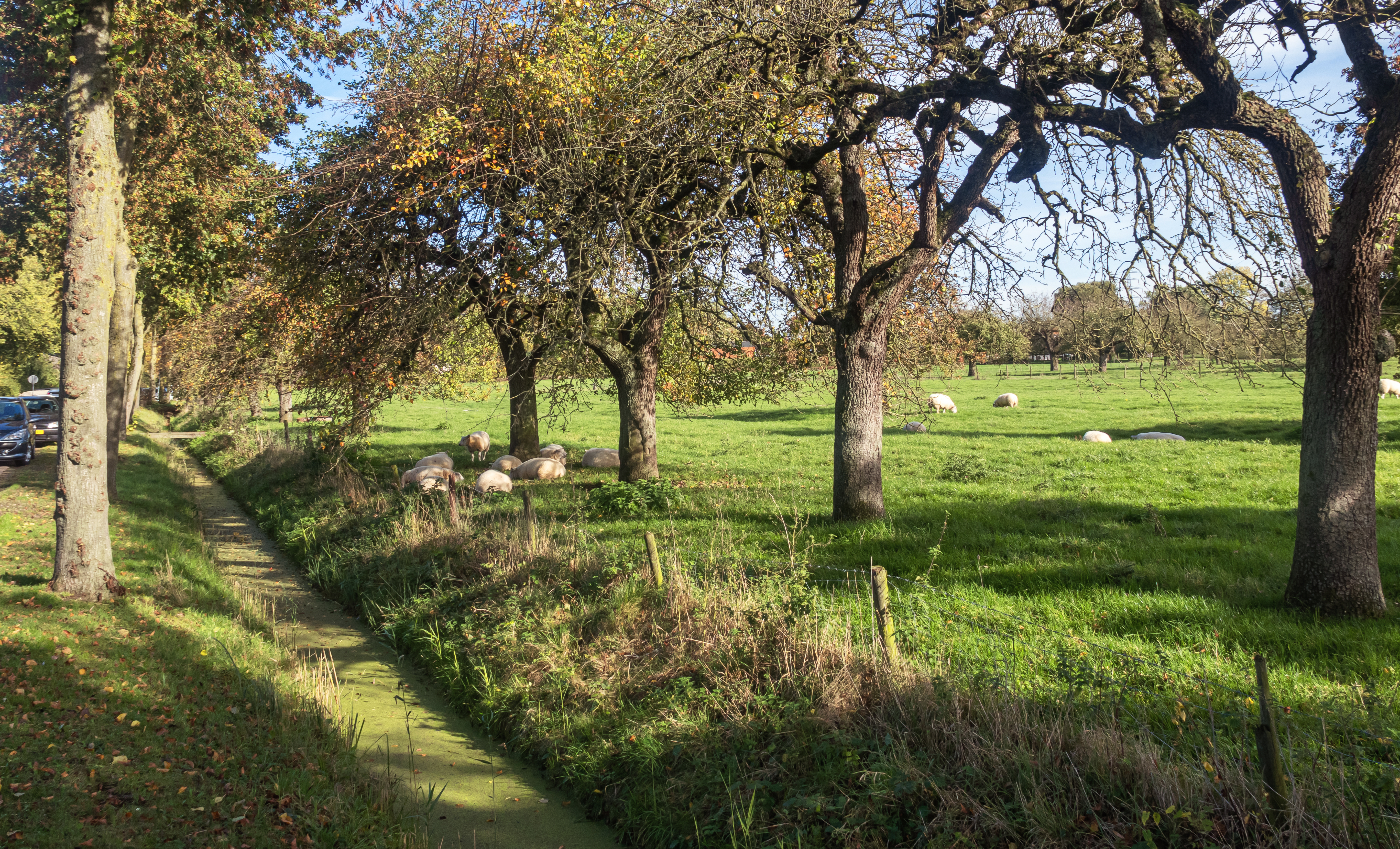
Moutons sous les arbres sur la Ooisestraat

Echteld est un village situé dans la commune néerlandaise de Neder-Betuwe, dans la province de Gueldre. Le 1er janvier 2005, le village comptait environ 1 200 habitants.
Jusqu'au 1er janvier 2002, Echteld était une commune indépendante. À cette date, la commune a été rattachée à la commune de Kesteren, en même temps que Dodewaard. Cette nouvelle commune a été renommée Neder-Betuwe dès le 1er avril 2003.

## Histoire
Echtelte est mentionné pour la première fois en 1178. L'endroit était une seigneurie établie. En 1271, il était déjà fait mention du château de Wijenburg (nl), du nom de la famille de Wijhe qui possédait le château depuis cinq siècles. On dit que l'Oudmunster (nl) à Utrecht a reçu les droits sur les dîmes et les cens d'Echteld en 1139.
L'église (nl) a été construite au XIIe siècle et agrandie au XIVe siècle avec un chœur.
La commune d'Echteld a été créée le 1er janvier 1818 à partir de la commune d'Ochten. IJzendoorn est alors devenue une commune indépendante et le nom de la partie restante de la commune a été changé en Echteld. Le 1er mai 1923, IJzendoorn est rejoint à Echteld. Le 1er janvier 2002, les communes de Kesteren, Dodewaard et Echteld ont été fusionnées en une commune fusionnée sous le nom de travail de Kesteren. Le 1er avril 2003, le nom de la nouvelle municipalité est devenu Neder-Betuwe. La mairie d'Echteld était située à Ochten.
Le photographe Willem Adrianus Korpershoek est inhumé à Echtfeld.